# Ian Kemp
Ian Manson Kemp (Edimburgo, 26 giugno 1931 – Lewes, 16 settembre 2011) è stato un musicologo inglese.

## Biografia
Nato a Edimburgo il 26 giugno 1931, Kemp era figlio di Roland Kemp, un ingegnere radiofonico. Ha frequentato la King Edward VI Grammar School di Chelmsford e la Felsted School, prima di completare il servizio nazionale in Germania. Nel 1951 iniziò gli studi universitari al St John's College di Cambridge. Dopo la laurea nel 1954 iniziò a lavorare per Schott & Co., l'editore musicale. Nel 1959 fu nominato assistente alla cattedra presso l'Università di Aberdeen; tornò brevemente a Schott's (1962-1964) come capo della promozione, ma poi tornò ad Aberdeen, questa volta per intraprendere un corso senior. È stato eletto membro del St John's College di Cambridge nel 1971, rimanendovi fino alla sua nomina alla West Riding Chair of Music presso l'Università di Leeds nel 1977. Si trasferì all'Università di Manchester nel 1981 per essere Professore di Musica, e vi rimase fino al pensionamento nel 1991.
Il periodo trascorso da Kemp alla Schott's lo ha portato a contatto con illustri compositori, tra cui Michael Tippett, Alexander Goehr, Peter Maxwell Davies e Harrison Birtwistle. È diventato un esperto della musica di Tippett e ad Aberdeen ha montato Michael Tippett: A Symposium on his 60th Birthday nel 1965. Il suo periodo a Manchester, che The Guardian considera il "culmine" della sua carriera, lo ha visto scrivere una biografia di Tippett nel 1984, che il Times ha considerato "magistrale". Era anche uno specialista in Paul Hindemith, esaminando il suo lavoro nel 1970, ed in Hector Berlioz, curando il Cambridge Opera Handbook su Les Troyens di Berlioz nel 1989.

## Ultimi anni
In pensione ha vissuto a North London e poi nel Sussex, ma i problemi di salute hanno rallentato la sua produzione accademica. Morì il 16 settembre 2011, lasciando una vedova, il direttore d'orchestra Sian Edwards, il loro figlio e i cinque figli nati dal suo primo matrimonio con Gill Turner.